# Walter Rothensteiner

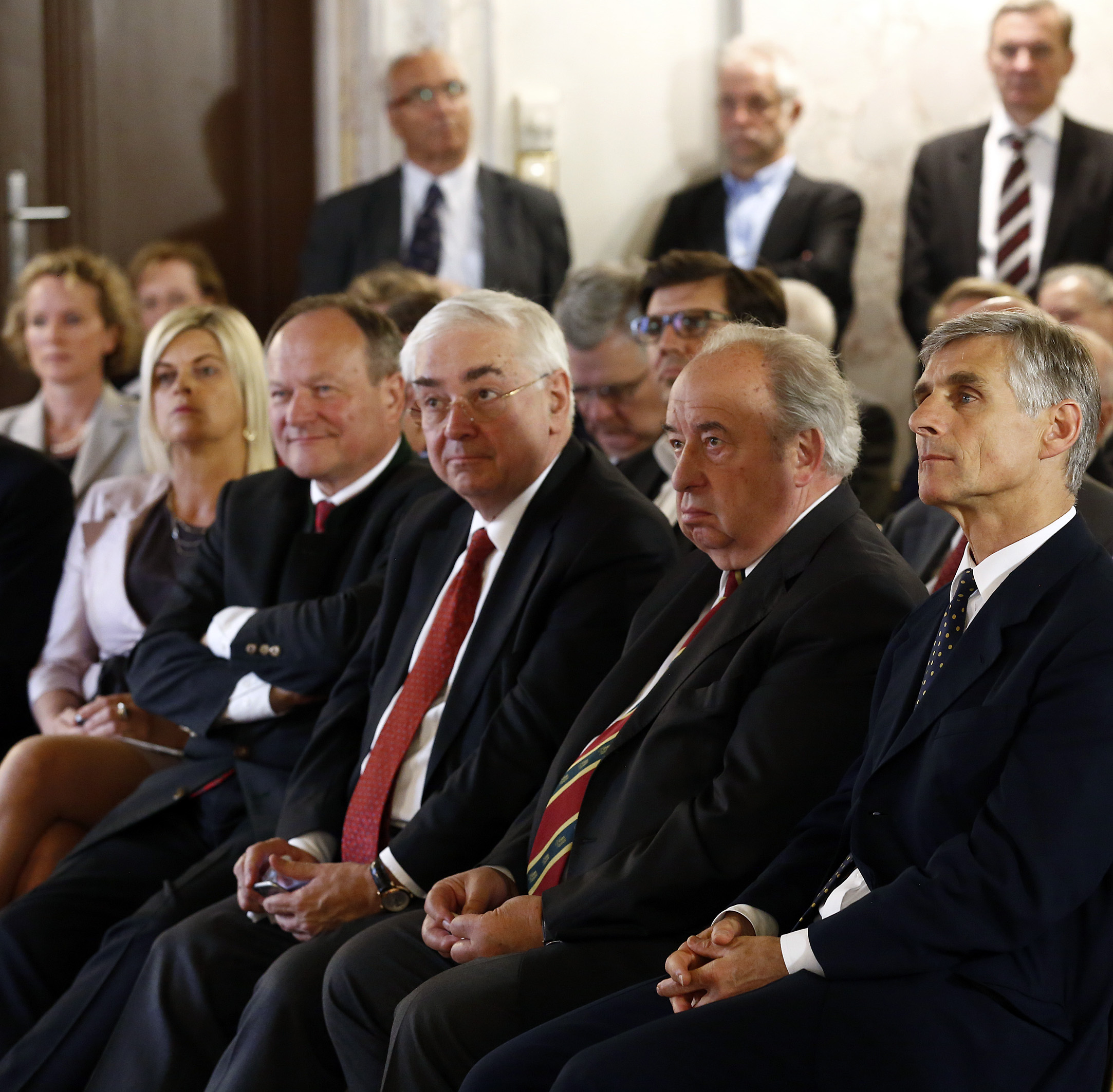
Walter Rothensteiner (3. von rechts), 2015

Walter Rothensteiner (* 7. März 1953 in St. Pölten) war Generalanwalt des Österreichischen Raiffeisenverbandes und war bis 2017 Generaldirektor der Raiffeisen Zentralbank Österreich AG.

## Leben
Nachdem Rothensteiner das Studium Handelswissenschaften an der Wirtschaftsuniversität Wien abgeschlossen hatte, begann er 1975 seine berufliche Karriere in der Raiffeisenlandesbank Niederösterreich-Wien, wo er zuletzt Mitglied der Geschäftsleitung war. Im Jahr 1991 wechselte er in den Vorstand der Agrana Beteiligungs AG. Gleichzeitig zu seinen Funktionen in der Raiffeisenlandesbank und der AGRANA hatte Rothensteiner von 1987 bis 1995 ein Vorstandsmandat in der Leipnik-Lundenburger Invest Beteiligungs AG inne.
Im Jänner 1995 trat Rothensteiner in die RZB ein; zuerst als stellvertretender Vorsitzender des Vorstandes, wurde er bereits nach fünf Monaten zum Vorsitzenden des Vorstandes und Generaldirektor der RZB bestellt. Darüber hinaus ist Rothensteiner seit Juni 1997 Obmann der Sparte Kredit und Versicherung der Wirtschaftskammer Österreich und vertritt die Republik Singapur als Honorarkonsul in Österreich. Zudem ist er Mitglied des Generalrats der Österreichischen Nationalbank und Präsident des Vereins Ferienhort am Wolfgangsee. Seit 1996 ist er Ehrenmitglied der katholischen Studentenverbindung Ö.k.a.V. Rhaeto-Danubia Wien im ÖCV.
Die RZB wuchs unter seiner Leitung beträchtlich: Dies ist in erster Linie auf das rasche Wachstum der zum RZB-Konzern gehörenden Raiffeisen Bank International und deren Expansion in Zentral- und Osteuropa zurückzuführen.
Im Juni 2011 war Walter Rothensteiner Gast bei der 59. Bilderberg-Konferenz in St. Moritz.
Ab 1. Juli 2012 war Rothensteiner als Nachfolger von Christian Konrad Generalanwalt des Österreichischen Raiffeisenverbandes. Der Titel Generalanwalt ist noch unter Friedrich Wilhelm Raiffeisen entstanden. Rothensteiner war damit oberster Vertreter und Sprecher der österreichischen Raiffeisengenossenschaften und Obmann des Österreichischen Raiffeisenverbandes. 2022 wurde Erwin Hameseder zu seinem Nachfolger als Generalanwalt gewählt.
Rothensteiner ist nach 25 Jahren als Vorsitzender des Aufsichtsrats der Casinos Austria Aktiengesellschaft im Juli 2020 im Zuge der Casinos-Affäre zurückgetreten.

## Auszeichnungen
- 2000: Großes Silbernes Ehrenzeichen für Verdienste um die Republik Österreich[8]
- 2003: Silbernes Komturkreuz des Ehrenzeichens für Verdienste um das Bundesland Niederösterreich
- 2005: Großes Goldenes Ehrenzeichen für Verdienste um die Republik Österreich[8]
- 2006: Goldenes Ehrenzeichen für Verdienste um das Land Wien
- 2013: Goldenes Komturkreuz des Ehrenzeichens für Verdienste um das Bundesland Niederösterreich
- 2017: Großes Silbernes Ehrenzeichen mit dem Stern für Verdienste um die Republik Österreich[9]